# 溫菲爾德 (亞利桑那州亞瓦派縣)
溫菲爾德（英語：Wingfield）是位於美國亞利桑那州亞瓦派縣的一個非建制地區。該地的面積和人口皆未知。

## 地理
溫菲爾德的座標為34°31′16″N 111°50′59″W / 34.52111°N 111.84972°W，而該地的平均海拔高度為956米（即3136英尺）。